# Your Body Is a Wonderland
Your Body Is a Wonderland is een nummer van de Amerikaanse zanger John Mayer uit 2003. Het is de tweede single van zijn debuutalbum Room for Squares.
Het nummer gaat over Mayers eerste vriendin, met wie hij op 14-jarige leeftijd een relatie kreeg. Er waren geruchten dat Mayer het nummer schreef over Jennifer Love Hewitt, met wie hij in 2002 datete, maar Hewitt ontkende deze geruchten. Oorspronkelijk had Mayer de titel "Strawberry Wonderland" in gedachten, maar later werd dit veranderd in "Your Body Is a Wonderland". Op het nummer is een speelgoedpiano gebruikt als instrument.
"Your Body Is a Wonderland" werd een bescheiden hit in Amerika, waar het de 18e positie bereikte in de Billboard Hot 100. Hoewel de plaat in het Nederlandse taalgebied niet de hitlijsten bereikte, geniet het er wel bekendheid en wordt het ook regelmatig op de radio gedraaid.